# Dolná Breznica
Dolná Breznica – wieś (obec) na Słowacji, w kraju trenczyńskim, w powiecie Púchov.